# Лозниця Сергій Володимирович
Сергі́й Володи́мирович Лозни́ця (біл. Сяргей Уладзіміравіч Лазніца, рос. Сергей Владимирович Лозница; нар. 5 вересня 1964, Барановичі, Берестейська область, Білоруська РСР) — російський український кінорежисер та сценарист білоруського походження. З 2001 року живе в Німеччині.

## Біографія
Народився в Білорусі, де провів ранні роки. Пізніше його родина переїхала жити до Києва, де він закінчив середню школу. У 1981—1987 роках навчався у Київській політехниці на факультеті систем керування з фаху «Прикладна математика». Після закінчення КПІ, у період 1987—1991 років працював науковим співробітником в Інституті кібернетики АН УРСР та перекладачем з японської.
1991 переїхав жити та працювати в Російську Федерацію. У 1991—1997 роках навчався у ВДІК на відділенні режисури ігрового кіно (майстерня Нани Джорджадзе), який закінчив із відзнакою. У 2000 році працював на Санкт-Петербурзький студії документальних фільмів.
У 2001 році режисер разом із родиною переїхав жити в Німеччину, де відтоді мешкає та працює. Має громадянство України.
18 березня 2022 року рішенням Правління і Наглядової ради Української кіноакадемії виключений зі складу кіноакадемії з проханням до світової спільноти «не позиціонувати Лозницю як представника української культурної сфери» та не згадувати його як «українського режисера». «Я був і залишаюся українським кінорежисером», — написав у відповідь Лозниця у своєму відкритому листі.

### Про походження
У 2010 році режисер в інтерв'ю російським ЗМІ ідентифікував себе як «російський документаліст». Хоча у 2015 в інтерв'ю українським ЗМІ заявляв, що питання того, чи є він білорусом, українцем чи росіянином, не є для нього суттєвим, і якби хтось назвав його, наприклад, українцем, то він би не заперечував.

## Творчість
Почав свою творчість як російський документаліст та створив три повнометражні та дев'ять короткометражних документальних фільмів. Згодом почав також знімати повнометражні художні фільми, зокрема «Щастя моє» (2010), «У тумані» (2012) тощо. Фільми режисера неодноразово змагалися в основному конкурсі на Каннському кінофестивалі. Свої фільми знімає майже виключно російською мовою: єдина стрічка, що була знята не російською — документальний фільм «Майдан» (2014), знятий українською.
2011 року ретроспектива робіт режисера була показана на Міжнародному кінофестивалі документальних стрічок у Салоніках.
У 2013—2014 роках під час Євромайдану підтримував протестувальників і задокументував Революцію гідності у своєму фільмі «Майдан».
У 2025 році створив перший ігровий фільм з 2018 року «Два прокурори», який увійшов до основної конкурсної програми Каннського кінофестивалю.

## Фільмографія

### Режисер
Документальні короткометражні
- «Сьогодні ми побудуємо будинок» (рос. Сегодня мы построим дом) (1996, 28 хв)
- «Життя, осінь» (рос. Жизнь, осень) (1996, 34 хв)
- «Залізнична станція» (рос. Полустанок) (2000, 25 хв)
- «Портрет» (рос. Портрет) (2002, 28 хв)
- «Фабрика» (рос. Фабрика) (2004, 30 хв)
- «Артіль» (рос. Артель) (2006, 30 хв)
- «Чудо Святого Антонія» (рос. Чудо Святого Антония) (2012, 40 хв)
- «Лист» (рос. Письмо) (2012, 20 хв)
- «Відбиття» (рос. Отражение) (2014, 8 хв) (прим.: частина збірки «Мости Сараєва»)
- «Старе єврейське кладовище» (рос. Старое еврейское кладбище) (2014, 20 хв)

Документальні повнометражні
- «Поселення» (рос. Поселение) (2001, 80 хв)
- «Пейзаж» (рос. Пейзаж) (2003, 60 хв)
- «Блокада» (рос. Блокада) (2005, 52 хв)
- «Вистава» (рос. Представление) (2008, 83 хв)
- «Північне світло» (рос. Северный свет) (2008, 52 хв)
- «Майдан» (нід. Maidan) (2014, 130 хв)
- «Подія» (рос. Событие) (2015, 74 хв)
- «Аустерліц[en]» (нім. Austerlitz) (2016, 94 хв)
- «День Перемоги» (нім. Den' Pobedy) (2018, 94 хв)
- «Процес» (англ. Process) (2018, 125 хв)
- «Державний похорон[en]» (англ. State Funeral) (2019, 135 хв)
- «Бабин яр. Контекст» (англ. Babi Yar. Context) (2021, 120 хв)
- «Природна історія руйнування» (англ. The Natural History of Destruction) (2022, 112 хв)
- «Київський процес» (англ. The Kiev Trial) (2022, 146 хв)
- «Вторгнення» (англ. Invasion) (2024)

#### Повнометражні художні фільми
| Рік  | Назва українською | Назва в оригіналі  | Міжнародна назва        | Значиться у титрах як | Значиться у титрах як | Значиться у титрах як | Мова                          | Примітки |
| Рік  | Назва українською | Назва в оригіналі  | Міжнародна назва        | Режисер               | Сценарист             | Продюсер              | Мова                          | Примітки |
| ---- | ----------------- | ------------------ | ----------------------- | --------------------- | --------------------- | --------------------- | ----------------------------- | --- |
| 2010 | Щастя моє         | рос. Счастье моё   | англ. My Joy            | Так                   | Так                   | Ні                    | російська                     | Перший повнометражний художній фільм Сергія Лозниці. Фільм став першим художнім фільмом української ко-продукції, номінованим на Каннському міжнародному кінофестивалі. Фільм є спільною продукцією кіностудій Sota Cinema Group (Україна) ma.ja.de. GmbH (Німеччина) та Lemmingfilm (Нідерланди).                                                                                       |
| 2012 | У тумані          | рос. В тумане      | англ. In The Fog        | Так                   | Так                   | Ні                    | російська                     | Другий повнометражний художній фільм Сергія Лозниці. Фільм знято за однойменною повістю білоруського письменника Василя Бикова. Фільм здобув приз FIPRESCI на Каннському міжнародному кінофестивалі, головну нагороду 9-го міжнародного кінофестивалю «Золотий абрикос» (Єреван) у номінації «Ігрове кіно», приз «Найкращий фільм за версією журі» Одеського міжнародного кінофестивалю. |
| 2017 | Лагідна           | рос. Кроткая       | англ. A Gentle Creature | Так                   | Так                   | Так                   | російська                     | Третій повнометражний художній фільм Сергія Лозниці. Фільм знято за однойменною повістю російського письменника Федора Достоєвського. Фільм був учасником основного конкурсу 70-го Каннського міжнародного кінофестивалю. |
| 2018 | Донбас            | рос. Донбасс       | англ. Donbass           | Так                   | Так                   | Ні                    | російська українська (дубляж) | Четвертий повнометражний художній фільм Сергія Лозниці. Фільм знято за фінансової підтримки Держкіно України (фільм переміг на 8 пітчінгу Держкіно) |
| 2025 | Два прокурори     | рос. Два прокурора | англ. Two Prosecutors   | Так                   | Так                   | Ні                    | російська                     | |

## Нагороди
- 2001 — Міжнародний кінофестиваль у Каннах — Перший приз у конкурсі «Cinéfondation» («Портрет»).
- 2005 — Міжнародний фестиваль фільмів про права людини «Сталкер» в Москві («Блокада»):
  - Спеціальний диплом журі
  - Приз журі Гільдії кінознавців та кінокритиків Росії «Слон» «За принципову новизну роботи з хронікальним матеріалом та досягнення ефекту „відображеного часу“»
- 2006 — кінопремія «Ніка» за найкращий неігровий фільм («Блокада»).
- 2010 — гран-прі 40-го Київського міжнародного кінофестивалю «Молодість» за повнометражну стрічку «Щастя моє».
- 2010 — на Єреванському міжнародному кінофестивалі «Золотий абрикос» фільм режисера «Щастя моє» отримав другий приз фестивалю в номінації «найкращий ігровий фільм».
- 2015 — гран-прі 9-го міжнародного фестивалю фільмів про права людини в Нюрнберзі (Німеччина) за документальний фільм «Майдан».
- 2017 — премія «Золота дзиґа» найкращому режисерові Української кіноакадемії.
- 2018 — премія за найкращу режисуру на конкурсі 71-ого кінофестивалю в Каннах «Особливий погляд».
- 2018 — премія «Дракон драконів» за творчий доробок на 58-му Краківському кінофестивалі[16].
- 2018 — гран-прі 15-го міжнародного Фестивалю європейського кіно в Севільї за фільм «Донбас»[17].
- 2018 — Золотий павич за найкращий фільм 49-го Індійського міжнародного кінофестивалю в Гоа за «Донбас»[18].
- 2018 — «Срібна піраміда» — спеціальний приз журі найкращому режисерові на 40-му Каїрському міжнародному кінофестивалі. за фільм «Донбас»[19].
- 2019 — Державна премія України імені Олександра Довженка 2019 року — за створення ігрового, повнометражного фільму «Донбас» (2018 рік)[20]